# 博希蒙德四世

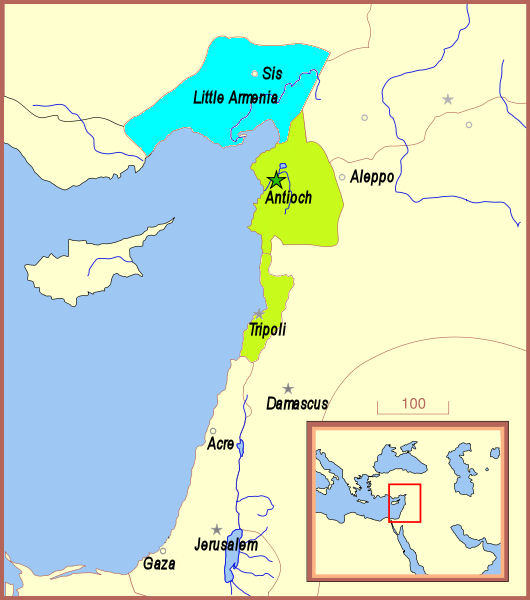
博希蒙德四世在安提阿、的黎波里的统治区域(绿色)，与奇里乞亚亚美尼亚王国的冲突区域(蓝色).

博希蒙德四世（Bohemond IV of Antioch or de Poitiers，1172年—1233年3月），被称为一只眼（the One-Eyed）。的黎波里伯爵（1187-1233）、安条克公爵（1201-1216、1220-1233）。
博希蒙德是博希蒙德三世与他的第一任妻子Orguilleuse d'Harenc的幼子，1201年挫败侄子雷蒙-鲁潘继承父位，为安条克公爵。1216年去的黎波里时，奇里乞亚亚美尼亚王国国王利奥二世支持雷蒙-鲁潘占据了安条克，但1221年被废黜，博希蒙德于1219年复位。
他与医院骑士团为敌，1230年被教皇格里高利九世逐出教会。